# Dysdera shardana
Dysdera shardana là một loài nhện trong họ Dysderidae.
Loài này thuộc chi Dysdera. Dysdera shardana được miêu tả năm 2009 bởi Opatova & Arnedo.